# 국도 제19호선 (미국)

플로리다주를 관통한 US 19의 붉은색 마크
1956년부터 1993년까지 사용됨

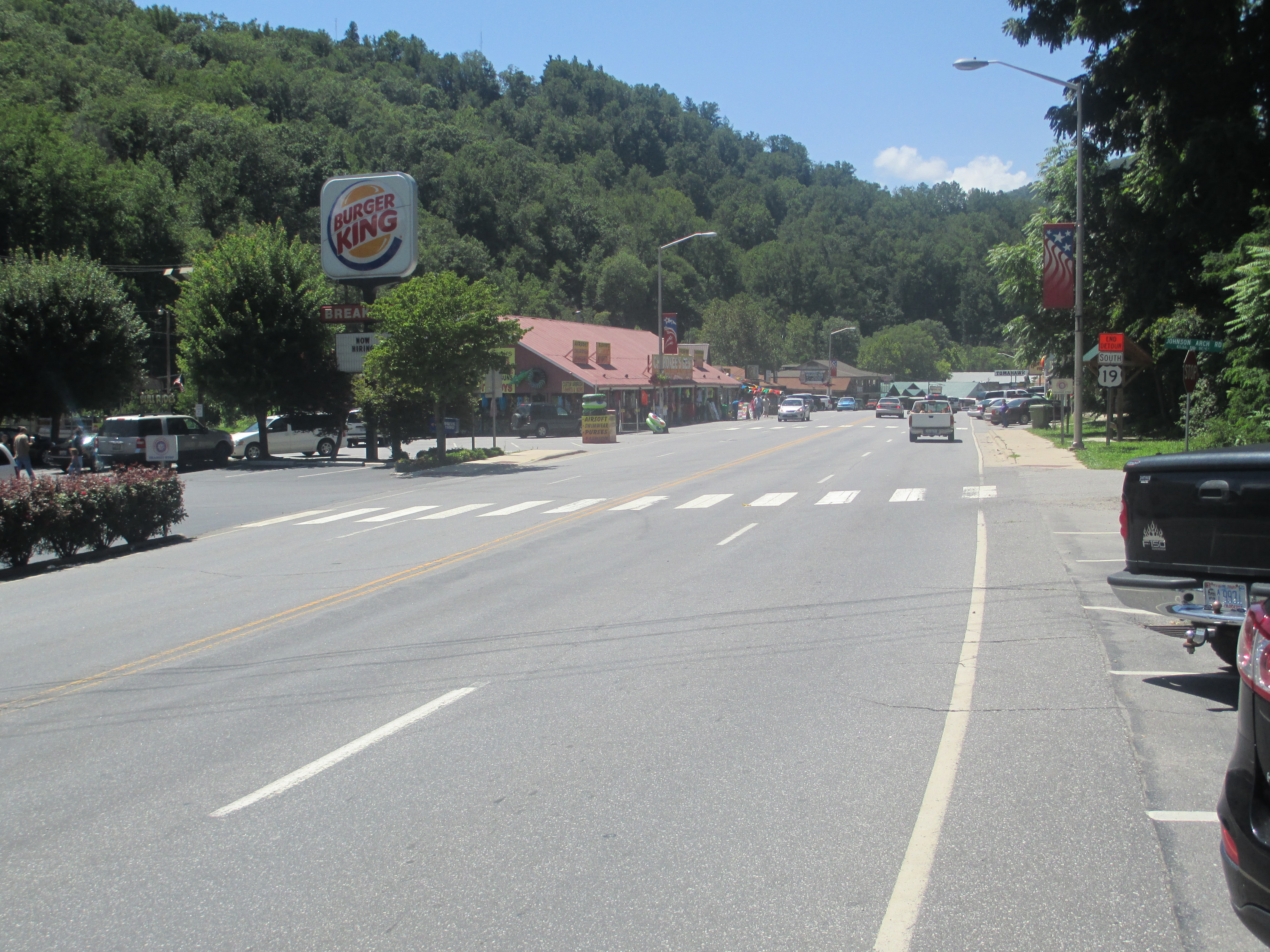
체로키 (노스캐롤라이나주)를 통과하고 있는 US 19

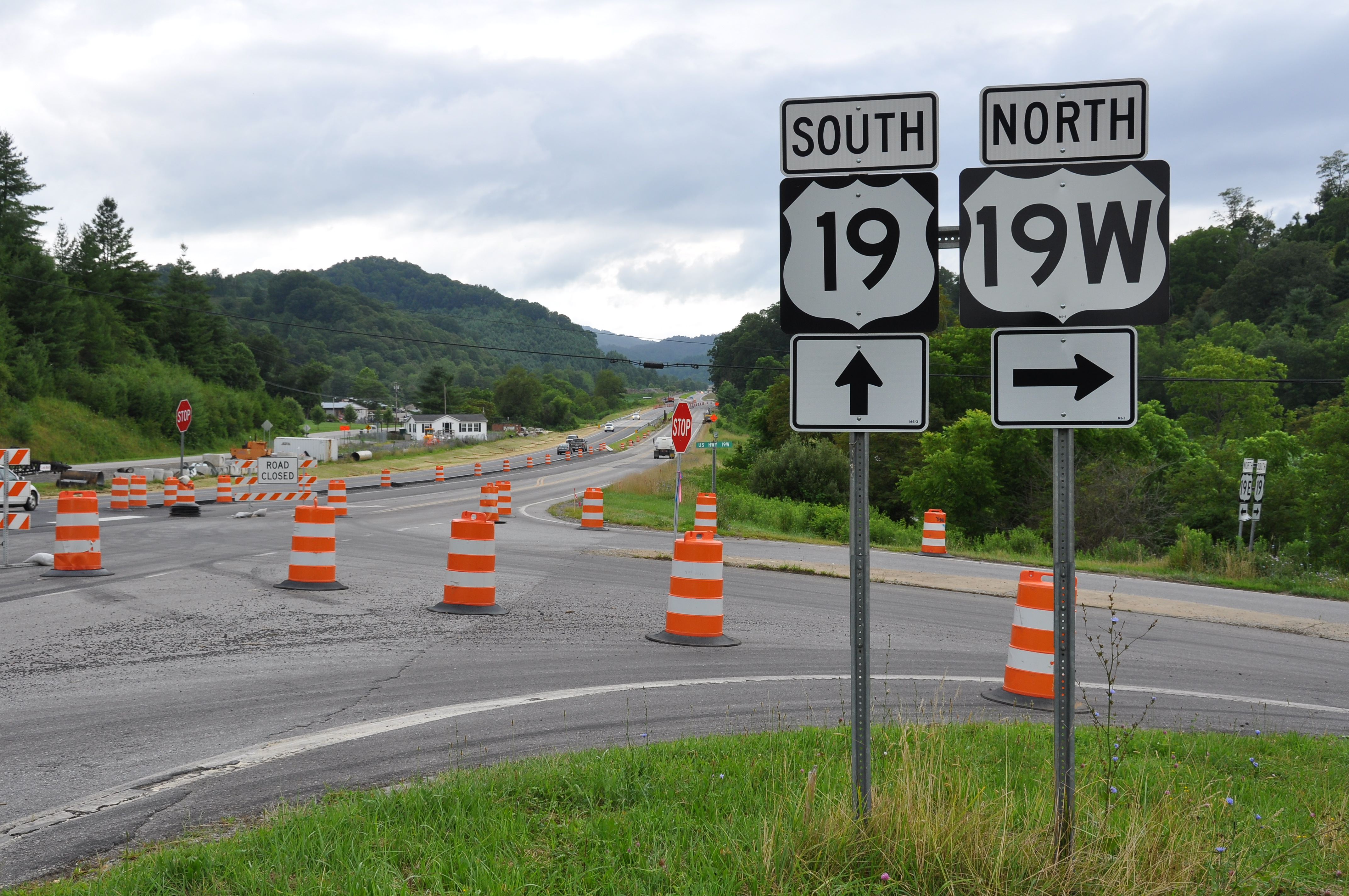
캐인리버를 관통하고 있는 US 19, 19E, 19W의 모습.

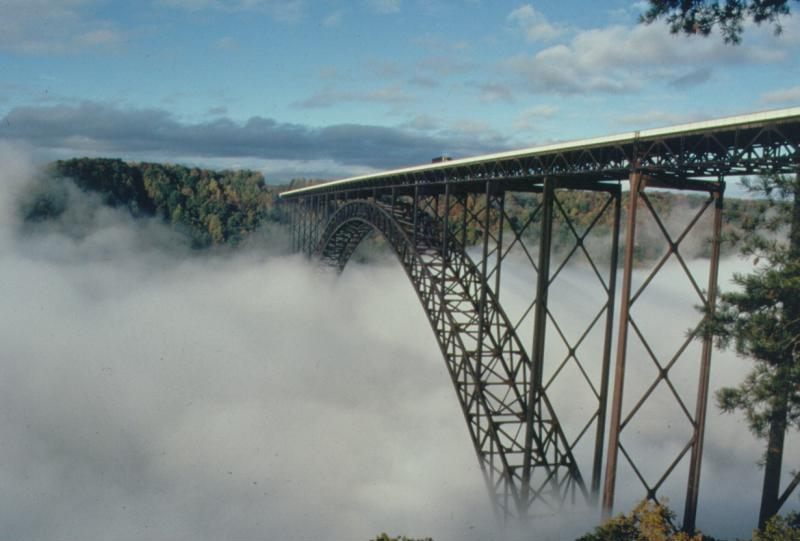
웨스트버지니아주의 뉴강 협곡교를 통과하는 US 19

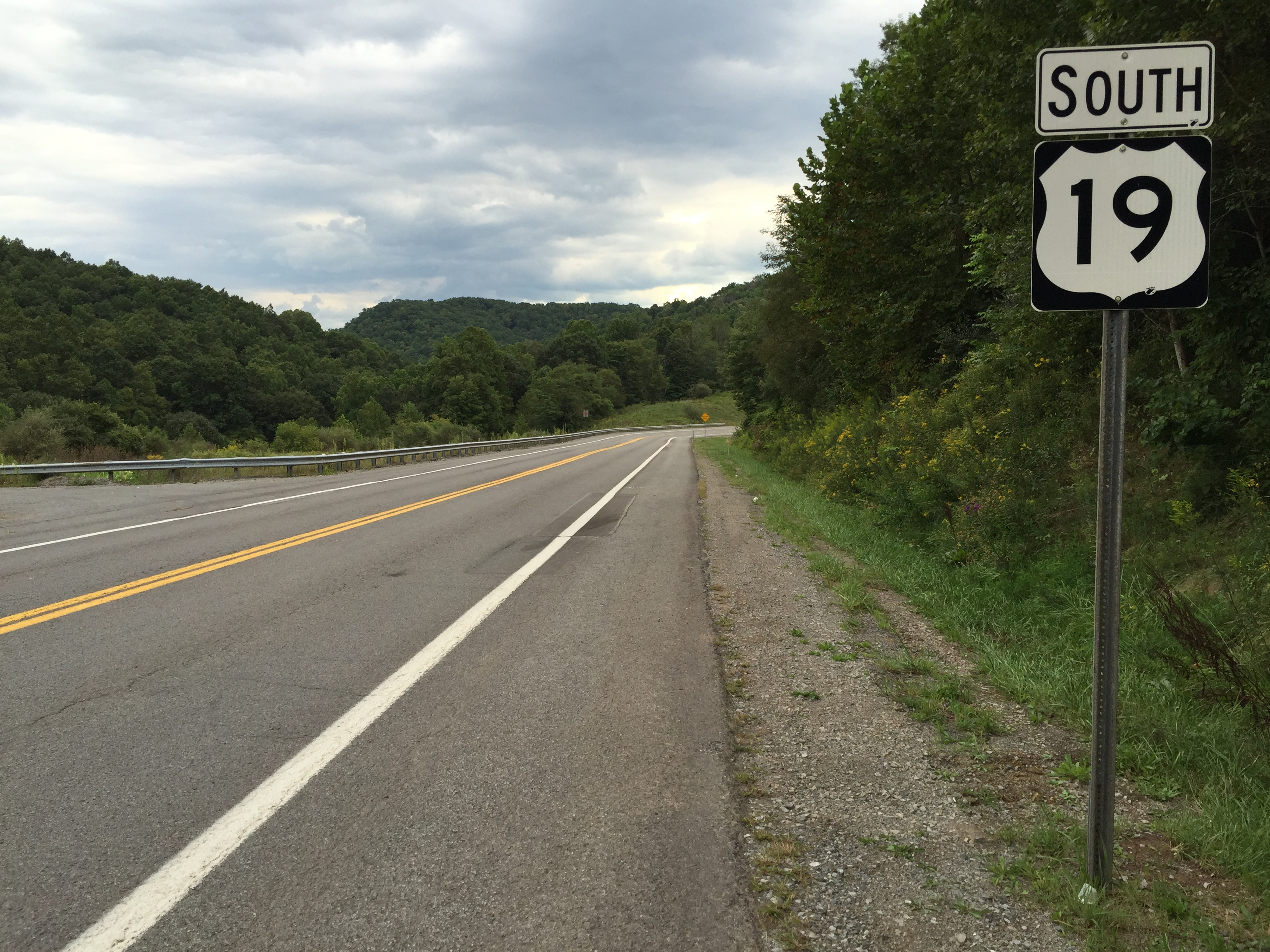
웨스트버지니아주 루이스군에서 주간고속도로 79호선과 US 19가 서로 접촉되어 있는 모습.

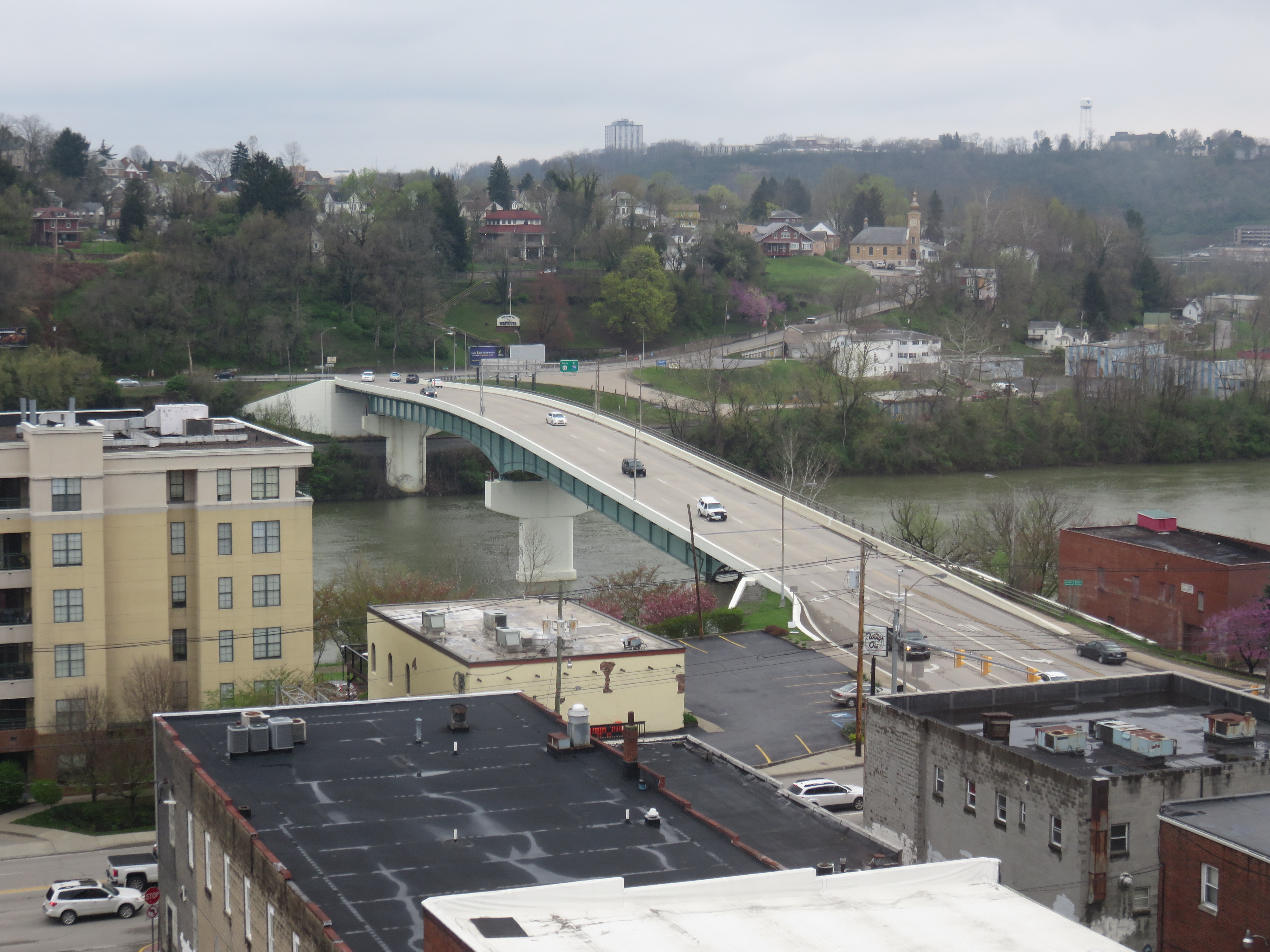
웨스트버지니아주 모건타운의 머논가힐라강에 US 19를 전용하고 있는 교량인 웨스트오버 교의 전경.

국도 제19호선(U.S. Route 19)은 미국 플로리다주의 멤피스에서 펜실베이니아주의 이리까지 이르는 총 연장 1,438 mi(2,315 km)에 이르는 미국의 일반 국도이다. 그러나 해당 도로는 미국 동부를 동서로 이어주는 도로이기도 하나, 이미 주간고속도로에 의해 노선이 잠식된 상태에 머물러 있고, 해당 노선은 멕시코만과 이리호를 이어주는 장거리 국도이기도 하다. 그래서 노스캐롤라이나주와 테네시주를 중간에 통과하고 있는 US 19E와 US 19W를 제외한 모든 구간에 해당된다.

## 주요 경유지
19번 국도가 통과하고 있는 주는 다음과 같다.
| 주요 경로 및 거리 |           |         |
| \| 지역 \| 거리 (mi) \| (km) \| \| ---------------- \| --------- \| ------- \| \| 플로리다주 \| 262.0 \| 421.6 \| \| 조지아주 \| 348.0 \| 560.1 \| \| 노스캐롤라이나주 \| 145.0 \| 233.4 \| \| 19E(영어판) \| 75.9 \| 122.1 \| \| 19W(영어판) \| 62.6 \| 100.7 \| \| 테네시주 \| 11.8 \| 19.0 \| \| 버지니아주 \| 88.9 \| 143.0 \| \| 웨스트버지니아주 \| 249.0 \| 400.7 \| \| 펜실베이니아주 \| 195.0 \| 313.8 \| \| 합계 \| 1,438.2 \| 2,314.6 \| |           |         |
| 지역 | 거리 (mi) | (km)    |
| 플로리다주 | 262.0     | 421.6   |
| 조지아주 | 348.0     | 560.1   |
| 노스캐롤라이나주 | 145.0     | 233.4   |
| 19E | 75.9      | 122.1   |
| 19W | 62.6      | 100.7   |
| 테네시주 | 11.8      | 19.0    |
| 버지니아주 | 88.9      | 143.0   |
| 웨스트버지니아주 | 249.0     | 400.7   |
| 펜실베이니아주 | 195.0     | 313.8   |
| 합계 | 1,438.2   | 2,314.6 |

## 통과하는 도로

### 주간고속도로
- 주간고속도로 제275호선
- 주간고속도로 제10호선
- 주간고속도로 제75호선
- 주간고속도로 제285호선
- 주간고속도로 제85호선
- 주간고속도로 제40호선
- 주간고속도로 제26호선
- 주간고속도로 제240호선
- 주간고속도로 제81호선
- 주간고속도로 제77호선
- 주간고속도로 제79호선
- 주간고속도로 제70호선
- 주간고속도로 제376호선
- 주간고속도로 제76호선
- 주간고속도로 제80호선
- 주간고속도로 제90호선

### 국도
- 국도 제41호선
- 국도 제98호선
- 국도 제129호선
- 국도 제221호선
- 국도 제27호선
- 국도 제90호선
- 국도 제84호선
- 국도 제82호선
- 국도 제280호선
- 국도 제80호선
- 국도 제29호선
- 국도 제78호선
- 국도 제278호선
- 국도 제129호선
- 국도 제76호선
- 국도 제64호선
- 국도 제74호선
- 국도 제441호선
- 국도 제276호선
- 국도 제23호선
- 국도 제70호선
- 국도 제25호선
- 국도 제19E호선
- 국도 제19W호선
- 국도 제11E호선
- 국도 제421호선
- 국도 제11호선
- 국도 제58호선
- 국도 제460호선
- 국도 제52호선
- 국도 제60호선
- 국도 제33호선
- 국도 제119호선
- 국도 제50호선
- 국도 제250호선
- 국도 제40호선
- 국도 제22호선
- 국도 제30호선
- 국도 제422호선
- 국도 제62호선
- 국도 제6호선
- 국도 제322호선
- 국도 제6N호선
- 국도 제20호선

## 같이 보기

### 관련 국도
- 국도 제119호선
- 국도 제219호선
- 국도 제319호선
- 미국 19번 국도의 특별 도로 목록

### 자매 국도
- 국도 제19E호선 (미국)
- 국도 제19W호선 (미국)